# 神無月ひろ
神無月 ひろ（かんなづき ひろ、10月16日 - ）は日本の女性漫画家。身長155cm。B99cm、W55cm、H88cm。血液型AB型。年齢は公称17歳。アダルト系以外の仕事は、奥鳥羽洋子というペンネームで活動している。

## 特徴
- 趣味：漫画と演劇。
- 好きなものは、犬、かに。
- 「くすぐリングス」に『ひろひろ』のリングネームで参戦。
- 2009年8月25日 くすぐリングスをくすぐリングスNEOとして復活させ、新宿ロフトプラスワンで興行。

## エピソード
- 「激あま〜い」（TBS）に出演した時、下ネタを連発。殆ど「ピー」が入れられ何を言っているか分らなかった。また同番組でセックスカウンセラーの顔を持つ、共演者の古屋志那に「潮吹きがない」と相談した。

## 出演

### 過去の出演
ラジオ
- アニソン1000曲カラオケ今夜もおたく酒（インターネットラジオ。6月8日~11月23日・毎週水曜日更新）

## 作品

### エッセイ
- 『ツまらない女です』大洋図書（2003.1）

### CGボイスドラマ
- 『メイド三姉妹物語』デジぱれ

### DVD
- 『五月の海DVD 神無月ひろ』くすぐリングス事務局（くすぐリングスから発売されたイメージDVD）
- 恋愛小説9 絵に描いたような恋愛（2008年12月、BOOT)